# Fanny-Adèle de Rieux
Fanny Adèle de Rieux, née Ouvrier, connue aussi sous le nom de Madame de Rieux (née à Paris le 12 février 1854 et morte dans la même ville le 2 mars 1929), est une dame française aphoriste, vice-présidente générale de l'Union des femmes de France (1912), faite chevalier de la Légion d'honneur en 1921.

## Biographie
Fanny Adèle Ouvrier est née à Paris le 12 février 1854.
Au lendemain de la Première Guerre mondiale, elle préside la Commission de contrôle des hôpitaux de l'Union, la commission de propagande du Cercle des soldats à Paris et la Commission des casernes démontables. Elle a également organisé pour l'Union le service d'hébergement pour les Français, les Belges et les Serbes, ainsi que diverses structures de soutien à la petite enfance. Elle a reçu le titre de Chevalier de la Légion d'Honneur.
Elle est morte à Paris le 2 mars 1929 et enterrée au cimetière du Père-Lachaise.

## Citations
- Le mariage est une loterie où les hommes jouent leur liberté et les femmes leur bonheur[3].
- Les femmes préfèrent être amusées sans être aimées que d'être aimées sans être amusées[4].